# Tour Fijación Oral
Tour Fijación Oral (también conocido como Oral Fixation Tour fuera del mundo hispano) fue una gira de conciertos de la cantante colombiana Shakira, que empezó en junio de 2006 y finalizó en diciembre de 2007, presentando sus hits más conocidos y los temas más conocidos de sus álbumes Fijación oral vol. 1 y Oral Fixation vol. 2. El tour tuvo  2.500.000 asistentes alrededor de todo el mundo.
El Tour fue el evento más solicitado del tercer cuarto del 2006 a nivel mundial y el segundo en el ranking de Ticketmaster de los conciertos más exitosos del año.
Según Pollstar fue #15 entre los conciertos más exitosos del 2006 en EE.UU., recaudando $38.6 millones de dólares y siendo el único tour bilingüe del ranking. En total la gira mundial superó los $80 millones de dólares a final del 2007.

## Características de la gira y ocurrencias
El tour empezó el 13 de junio de 2006, en Zaragoza, España, presentándose en otras 10 ciudades más de España, además de países europeos, como Croacia, Rumania, Grecia y Rusia (entre otros). El 9 de agosto del mismo año, el tour siguió por Norteamérica, empezando en el Don Haskins Center de la ciudad de El Paso, Estados Unidos, para luego recorrer distintas ciudades de ese país, y Canadá.
El 30 de septiembre, el tour empezó por Latinoamérica en la Ciudad de México, con 8 conciertos en el Palacio de los Deportes, para después continuar por Guatemala, El Salvador, Panamá, Venezuela, Colombia, Chile, Argentina en donde el mítico estudio del Abasto al Pasto registro el audio del show para la televisión con la coordinación de Alejandro Lista en dicha producción, Perú, Ecuador, Miami, el territorio Puerto Rico y finalizar en la República Dominicana.
En 2007, el tour siguió por Europa. Comenzó en Alemania, donde Shakira se presentó en nueve ciudades, incluida Berlín, para luego visitar Hungría, Austria y Francia. Shakira a su vez visitó Dinamarca, Noruega, Suiza, República Checa, Suecia, Bélgica, Hungría, Finlandia, Italia, Reino Unido y terminara su gira europea en Colonia, Alemania.
El 3 de febrero de 2007 Shakira ofreció un concierto en Países Bajos, a estadio lleno conteniendo 39,000 personas, pero debido a que la cantante estaba enferma y debía descansar su voz, sus representantes oficiales confirmaron que el show había sido pospuesto para el 17 de marzo. Shakira dio un comunicado a su mánager para que se lo leyera a la audiencia:
"Estoy muy triste, ya que no podré presentarme esta noche. Holanda es uno de mis lugares preferidos del mundo, y he estado esperando concretar este show desde hace tiempo. Prometo que lo haré cuando vuelva en marzo para dar el concierto que la gente holandesa se merece. Gracias por su comprensión. Con todo mi cariño, Shakira".
Debido a su enfermedad, el 4 de marzo se anunció que los conciertos del 5 y 6 de marzo, en Oberhausen y Colonia (Alemania) respectivamente fueron cancelados y pospuestos para nuevas fechas en marzo.
Luego de se recuperación de la bronquitis que la afectaba, se presentó en los Premios Grammy 2007 y continúo su gira normalmente en Francia.
El 19 de febrero, en el concierto en Múnich, una cámara web en vivo instalada en el estadio permitió que sus fanes vieran el concierto desde sus casas.
Las características principales, son el gran juego de luces que la cantante ha usado en todas sus presentaciones, que dan una gran luminosidad, combinado con la música en conjunto para dar un gran espectáculo audiovisual. Asimismo en los conciertos se han incorporado pantallas gigantes para que el público más alejado del escenario pueda observar por completo el espectáculo. El show comienza con la aparición de uno de sus 7 músicos (Ben Peeler) tocando un instrumento indio mientras la colombiana entona la primera estrofa de "A'atini el nay", de la legendaria cantante libanesa Fairuz para dar comienzo con "Estoy aquí". Una de las cosas más características por no decir la más es esta parte, la "intro". Según el catalán Jaume de la Iguana, director artístico del tour, es un show con espíritu de rock & roll con una escenografía muy artística.
Shakira llegó también por primera vez con el tour a Asia, presentándose en Dubái, Emiratos Árabes Unidos y en Bombay, India, a finales de marzo, y llegó también en donde siempre fue su sueño El Cairo, Egipto convirtiéndose en el concierto menos publicitario y con una semana antes de aviso.
Shakira cerró su gira con 11 últimos conciertos en México después de 397 días de tour, 13 meses, 121 conciertos con llenos totales, 5 continentes visitados, más de 3.9 millones de fanes presenciaron el Tour, y su gran clausura en la ciudad de Monterrey en México ante 22.000 personas y después de haber roto récord de asistencia en su concierto gratuito ofrecido en la Plaza más Grande de América, el 27 de mayo, el Zócalo de la Ciudad de México ante 210.000 personas. El Tour tuvo programados varios conciertos gratuitos más, dos de ellos en Rusia, uno más en Mónaco y las últimas presentaciones el 9 de julio en Estambul Turquía y el 11 de julio en Lagos, Nigeria.
Así mismo, a finales de año 2007 Shakira dio un concierto multitudinario en Georgia En la plaza Europa, el mismo escenario donde el 7 de noviembre se produjeron violentos choques entre policía y oposición, Shakira cautivó a los georgianos al interpretar los mayores éxitos de su carrera.
Los más jóvenes asistentes al concierto corearon sin cesar algunas de las canciones de la artista colombiana, en especial, los temas en lengua inglesa.
Shakira, que llegó a Tiflis acompañada de 40 personas, fue invitada para conmemorar el inicio de la construcción de un hotel de la cadena Hyatt, proyecto urbanístico que se ha convertido en un acontecimiento en este país caucásico de apenas 4 millones de habitantes.
El tour por Estados Unidos, según promedio recaudó un total de U$246,1 millones de dólares, además la última fase en México en mayo de 2007, obtuvo ganancias por casi U$20 millones de dólares. Se estima que el tour generó ingresos más U$240 millones de dólares, siendo el más exitoso de la cantante colombiana en su carrera.
La canción que hizo promoción al Tour Fijación Oral en Europa fue "Pure Intuition", que fue usada por SEAT como parte de su campaña publicitaria. La canción solo puede conseguirse a través de iTunes y programas de compra de música digital.

## Banda tour Fijación Oral
- Director de la banda y guitarrista: Tim Mitchel.
- Batería: Brendan Buckley.
- Teclados, pianos y sustituto en invitados especiales: Albert Menendez.
- Guitarras: Ben Peller.
- Coros: Olgui Chirino.
- Percussion: Archie Pena.
- Bajo: Jon Buton.

## Sinopsis

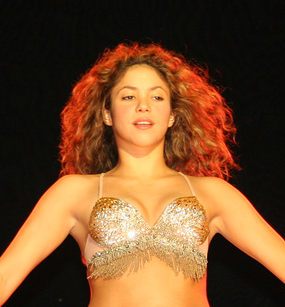
Shakira durante la gira Tour Fijación Oral en 2007.

El guitarrista de la banda de Shakira empieza con un solo de un instrumento llamado ukelele, luego Shakira comienza a cantar "El Nay A'atini Nay". La música andina tradicional comienza a fusionarse con ritmos electrónicos modernos y luego de varios arreglos, inicia la canción "Estoy aquí", Shakira hace su aparición descalza, con un pantalón negro y un top dorado. Luego continúa cantando "Te dejo Madrid", "Don't Bother", "Antología", "Hey You", "Inevitable", "Si te vas" y "La tortura", donde en algunos países, fue invitado el artista Alejandro Sanz.
Luego de un interludio musical, la cantante aparece en el escenario con un vestido rojo de corte largo, e interpreta la canción "No", la interpretación cierra con un baile final, donde la cantante desplega unas alas escondidas en el vestido color rojo.
Después de esta presentación Shakira utiliza un vestido morado, consta de una falda larga hasta los pies con alegorías y un top blanco brillante con el que interpreta "Suerte (Whenever, wherever)", dicha canción es introducida con un baile denominado "La danza de la cuerda", esta interpretación finaliza el segundo bloque. Cuando termina esta canción Shakira utiliza un tercer cambio de ropa, unos pantalones negros y una blusa negra para presentar a su banda y cantar "La pared", "Underneath Your Clothes", "Pies descalzos, sueños blancos" y "Ciega, sordomuda".
Después de otro interludio musical y coreográfico denominado "La danza del velo", aparece con su último cambio de ropa, unos pantalones morados con una minifalda y un top de colores para cantar "Ojos así" y para finalizar únicamente cambia su falda por una más larga de color morado.
La banda inicia con la última canción "Hips Don't Lie", Shakira acompañada de su pianista, interpretan la canción considerada como la más exitosa del siglo XXI, acompañada de un ballet árabe, el show se cierra con una explosión de confeti y luces con el que la cantante se despide de su público.

## Crítica
El Tour Fijación Oral ha recibido críticas sobre la mala organización de algunos conciertos y los altos precios de las entradas en ciertos países. A esto se le suma la duración de los mismos, los cuales no superaron las 17 canciones.

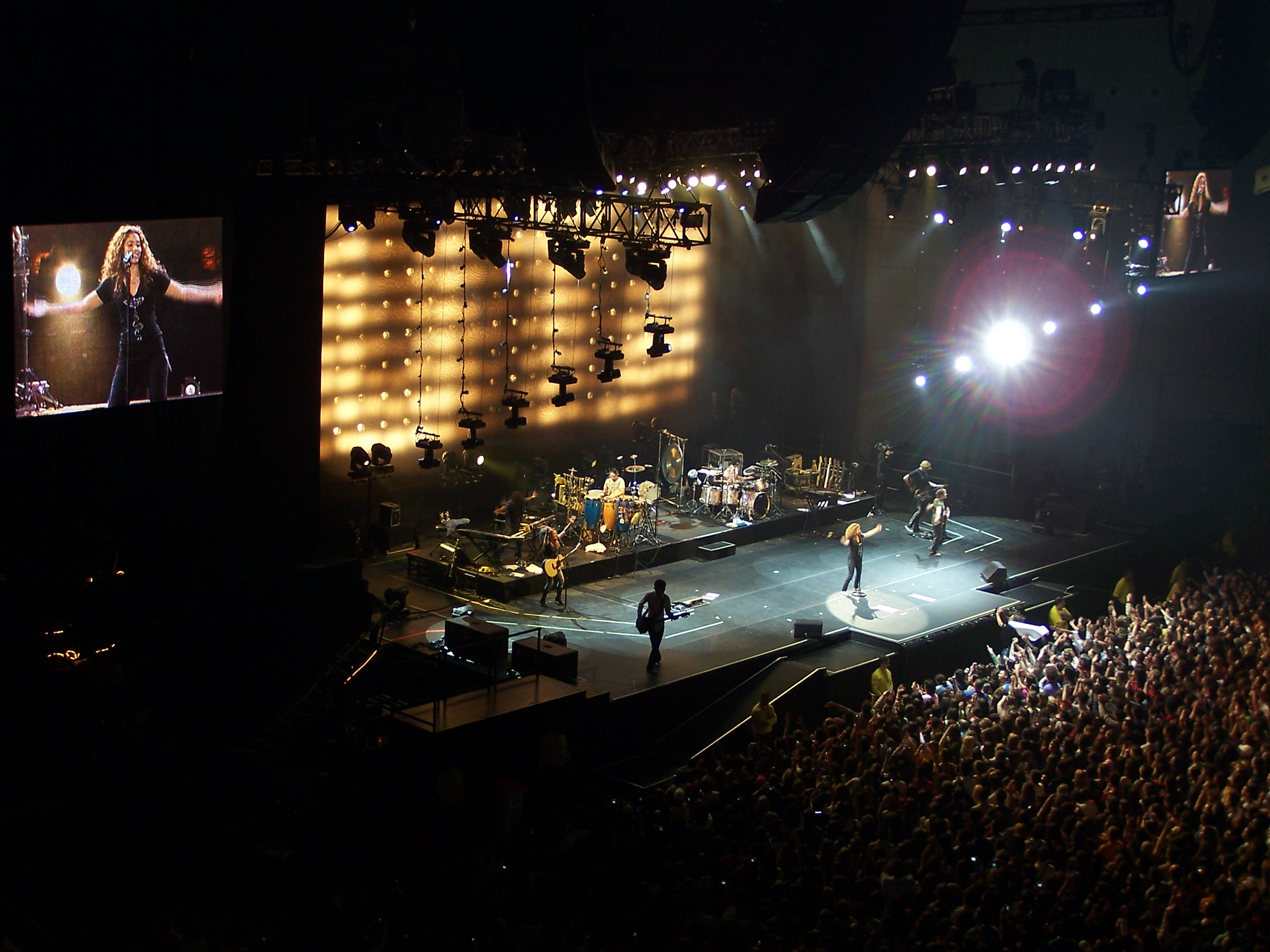
Concierto de Shakira en Lisboa, Portugal (4 de abril de 2007).

Del mismo modo la cancelación repentina de algunos conciertos y su postergación generó malestar entre los seguidores, debido a que algunos viajaron desde muy lejos para disfrutar del recital.
El concierto que la cantante ofreció en Velika Gorica, Croacia el 14 de julio causó gran controversia, ya que de las casi 15,000 personas que se tenían previstas que asistirían al espectáculo, solo asistieron 8.000, lo que significó un verdadero fracaso económico para los organizadores, algunos culparon al elevado precio de las entradas (45 euros), y a que el concierto fue anunciado con sólo un mes de anticipación.
Así mismo en su país natal Colombia, y especialmente en la ciudad de Bogotá sus seguidores se quejaron de los elevados precios que le fueron asignados a la boletería, ya que la más económica tenía un valor de $80.000 (General) pesos colombianos y la más cara un valor de $500.000 (VIP) pesos colombianos, precios totalmente diferentes a los establecidos en las ciudades de Barranquilla y Cali, donde fueron mucho más económicas; pero aun así, las entradas de 500.000 (VIP) se agotaron rápidamente en los puntos de venta.
De la misma manera en Ecuador, una entrada General superaba los $40,00 (dólares americanos) y una Golden Box $240,00, las VIP figuraban con un precio de $120,00, todas se vendieron pero se debió el alza de los precios a que la Federación Ecuatoriana de Fútbol, no dejó que se utilice el Estadio Olímpico Atahulpa que tiene capacidad para 45,000 espectadores y tuvieron que reducirla a menos de 20,000.
En El Salvador fue fuertemente criticado el tour debido a los altos precios en los ticketes de entrada, la localidad más costosa se denominó Ultra Platimun y tuvo un valor de $175.00 dólares estadounidenses y se convirtió en la entrada más cara de todos los conciertos realizados en Centroamérica.

## DVD
El 13 de noviembre de 2007 se puso a la venta el DVD de la gira, titulado Tour Fijación oral, que fue grabado en la ciudad de Miami, Estados Unidos, que contó con Alejandro Sanz y Wyclef Jean como invitados especiales. Contiene además dos documentales de corta duración (aprox. 35 minutos) y pietage extra.
Este DVD ha roto récords en algunos de los países de Latinoamérica y el mundo vendiendo casi a la semana de su lanzamiento 3,5 millones de copias.

## Lista de canciones
Lista de canciones presentadas en el tour:[cita requerida]
| Latinoamérica y España |
| --- |
| 1. Intro: "El Nay A'atini Nay" 2. "Estoy aquí" 3. "Te dejo Madrid" 4. "Don't Bother" 5. "Antología" 6. "Inevitable" 7. "Si te vas" 8. "Obtener un sí" 9. "La tortura" 10. "No" 11. "Suerte (Whenever, Wherever)" 12. "La pared" 13. "Día de enero" 14. "Pies descalzos, sueños blancos" 15. "Ciega, sordomuda" 16. "Ojos así" 17. "Hips Don't Lie" |

| Estados Unidos |
| --- |
| 1. Intro: "El Nay A'atini Nay"/"We Life" 2. "Estoy aquí" 3. "Te dejo Madrid" 4. "Don't Bother" 5. "Antología" 6. "Hey You" 7. "Inevitable" 8. "Si te vas" 9. "Obtener un sí" 10. "La tortura" 11. "No" 12. "Whenever, Wherever" 13. "La Pared" 14. "Underneath Your Clothes" 15. "Pies descalzos, sueños blancos" 16. "Ciega, sordomuda" 17. "Ojos así" 18. "Hips Don't Lie" |

| Europa |
| --- |
| 1. Intro: "El Nay A'atini Nay" 2. "Estoy aquí" 3. "Te dejo Madrid" 4. "Don't Bother" 5. "Illegal" (En Turquía fue sustituida por "Día especial") 6. "Hey You" 7. "Inevitable" 8. "Si te vas" 9. "La tortura" 10. "No" 11. "Whenever, Wherever" 12. "La pared" 13. "Underneath Your Clothes" 14. "Pies descalzos, sueños blancos" 15. "Ciega, sordomuda" 16. "Ojos así" 17. "Hips Don't Lie" |

| Asia |
| --- |
| 1. Intro: "El Nay A'atini Nay" 2. "Estoy Aquí" 3. "Te dejo Madrid" 4. "Don't Bother" 5. "Illegal" 6. "Inevitable" 7. "Si te vas" 8. "La tortura" 9. "No" 10. "Whenever, Wherever" 11. "La Pared" 12. "Underneath Your Clothes" 13. "Pies descalzos, sueños blancos" 14. "Ciega, sordomuda" 15. "Ojos así" 16. "Hips Don't Lie" |

| Rock in Rio-Lisboa |
| --- |
| 1. "Estoy aquí" 2. "La tortura" 3. "Don't Bother" 4. "Underneath Your Clothes" 5. "Hey You" 6. "Inevitable" 7. "Hips Don't Lie" 8. "How Do You Do" 9. "No" 10. "Pies descalzos, sueños blancos" 11. "Ojos así" 12. "Whenever, Wherever" 13. "Ciega, sordomuda" |

| Rock in Rio-Madrid |
| --- |
| 1. "Te dejo Madrid" 2. "Inevitable" 3. "La tortura" 4. "Si te vas" 5. "Suerte" 6. "Tú" 7. "Ciega, sordomuda" 8. "Don't Bother" 9. "Hay amores" 10. "Pies descalzos" 11. "Las de la intuición" (Por primera vez presentada en vivo) 12. "Ojos así" 13. "Hips Don't Lie" |

## Fechas del tour
| Fecha                                            | Ciudad                     | País                        | Lugar                                   |
| ------------------------------------------------ | -------------------------- | --------------------------- | --------------------------------------- |
| Europa                                           |                            |                             |                                         |
| 13 de junio de 2006                              | Zaragoza                   | España                      | Feria De Muestras                       |
| 14 de junio de 2006                              | Zaragoza                   | España                      | Feria De Muestras                       |
| 16 de junio de 2006                              | La Coruña                  | España                      | El Coliseo                              |
| 18 de junio de 2006                              | Gijón                      | España                      | Complejo Deportivo Las Mestas           |
| 20 de junio de 2006                              | León                       | España                      | Estadio Municipal Reino de León         |
| 22 de junio de 2006                              | Madrid                     | España                      | Plaza de Toros de Las Ventas            |
| 23 de junio de 2006                              | Madrid                     | España                      | Plaza de Toros de Las Ventas            |
| 25 de junio de 2006                              | Pamplona                   | España                      | Plaza de Toros de Pamplona              |
| 28 de junio de 2006                              | Barcelona                  | España                      | Palau Sant Jordi                        |
| 30 de junio de 2006                              | Málaga                     | España                      | Estadio de La Rosaleda                  |
| 1 de julio de 2006                               | Elche                      | España                      | Estadio Martínez Valero                 |
| 3 de julio de 2006                               | Las Palmas de Gran Canaria | España                      | Estadio de Gran Canaria                 |
| 5 de julio de 2006                               | Santa Cruz de Tenerife     | España                      | Estadio Heliodoro Rodríguez López       |
| 14 de julio de 2006                              | Velika Gorica              | Croacia                     | Gradski Stadium                         |
| 17 de julio de 2006                              | Timişoara                  | Rumania                     | Stadionul Dan Păltinişanu               |
| 20 de julio de 2006                              | Atenas                     | Grecia                      | Estadio Olímpico de Atenas              |
| 22 de julio de 2006                              | Moscú                      | Rusia                       | Plaza Roja                              |
| Norteamérica                                     |                            |                             |                                         |
| 9 de agosto de 2006                              | El Paso                    | Estados Unidos              | Don Haskins Center                      |
| 11 de agosto de 2006                             | Phoenix                    | Estados Unidos              | US Airways Center                       |
| 12 de agosto de 2006                             | Las Vegas                  | Estados Unidos              | Mandalay Bay                            |
| 15 de agosto de 2006                             | Los Ángeles                | Estados Unidos              | Staples Center                          |
| 16 de agosto de 2006                             | San Diego                  | Estados Unidos              | Viejas Arena                            |
| 18 de agosto de 2006                             | Anaheim                    | Estados Unidos              | Arrowhead Pond                          |
| 19 de agosto de 2006                             | San José                   | Estados Unidos              | HP Pavilion                             |
| 21 de agosto de 2006                             | San José                   | Estados Unidos              | HP Pavilion                             |
| 25 de agosto de 2006                             | Chicago                    | Estados Unidos              | United Center                           |
| 27 de agosto de 2006                             | Toronto                    | Canadá                      | Air Canada Centre                       |
| 29 de agosto de 2006                             | Washington D. C.           | Estados Unidos              | Verizon Center                          |
| 1 de septiembre de 2006                          | Atlantic City              | Estados Unidos              | Etess Arena                             |
| 2 de septiembre de 2006                          | Atlantic City              | Estados Unidos              | Etess Arena                             |
| 4 de septiembre de 2006                          | Uncasville                 | Estados Unidos              | Mohegan Sun Arena                       |
| 5 de septiembre de 2006                          | Boston                     | Estados Unidos              | TD Banknorth Garden                     |
| 7 de septiembre de 2006                          | Nueva York                 | Estados Unidos              | Madison Square Garden                   |
| 8 de septiembre de 2006                          | Nueva York                 | Estados Unidos              | Madison Square Garden                   |
| 12 de septiembre de 2006                         | Atlanta                    | Estados Unidos              | Philips Arena                           |
| 13 de septiembre de 2006                         | Orlando                    | Estados Unidos              | TD Waterhouse Centre                    |
| 15 de septiembre de 2006                         | Miami                      | Estados Unidos              | American Airlines Arena                 |
| 16 de septiembre de 2006                         | Miami                      | Estados Unidos              | American Airlines Arena                 |
| 19 de septiembre de 2006                         | Houston                    | Estados Unidos              | Toyota Center                           |
| 20 de septiembre de 2006                         | Corpus Christi             | Estados Unidos              | American Bank Center                    |
| 22 de septiembre de 2006                         | San Antonio                | Estados Unidos              | AT&T Center                             |
| 23 de septiembre de 2006                         | Dallas                     | Estados Unidos              | American Airlines Center                |
| 25 de septiembre de 2006                         | McAllen                    | Estados Unidos              | Dodge Arena                             |
| 26 de septiembre de 2006                         | McAllen                    | Estados Unidos              | Dodge Arena                             |
| Latinoamérica                                    |                            |                             |                                         |
| 30 de septiembre de 2006                         | Ciudad de México           | México                      | Palacio de los Deportes                 |
| 1 de octubre de 2006                             | Ciudad de México           | México                      | Palacio de los Deportes                 |
| 3 de octubre de 2006                             | Ciudad de México           | México                      | Palacio de los Deportes                 |
| 4 de octubre de 2006                             | Ciudad de México           | México                      | Palacio de los Deportes                 |
| 7 de octubre de 2006                             | Ciudad de México           | México                      | Palacio de los Deportes                 |
| 8 de octubre de 2006                             | Ciudad de México           | México                      | Palacio de los Deportes                 |
| 10 de octubre de 2006                            | Ciudad de México           | México                      | Palacio de los Deportes                 |
| 11 de octubre de 2006                            | Ciudad de México           | México                      | Palacio de los Deportes                 |
| 13 de octubre de 2006                            | Monterrey                  | México                      | Estadio Universitario                   |
| 15 de octubre de 2006                            | Guadalajara                | México                      | Arena VFG                               |
| 4 de noviembre de 2006                           | Ciudad de Guatemala        | Guatemala                   | Estadio Mateo Flores                    |
| 6 de noviembre de 2006                           | San Salvador               | El Salvador                 | Estadio Nacional                        |
| 9 de noviembre de 2006                           | Ciudad de Panamá           | Panamá                      | Figali Convention Center                |
| 11 de noviembre de 2006                          | Caracas                    | Venezuela                   | Base Aérea La Carlota                   |
| 12 de noviembre de 2006                          | Maracaibo                  | Venezuela                   | Estadio "Pachencho Romero"              |
| 15 de noviembre de 2006                          | Barranquilla               | Colombia                    | Estadio Metropolitano                   |
| 17 de noviembre de 2006                          | Bogotá                     | Colombia                    | Parque Simón Bolívar                    |
| 19 de noviembre de 2006                          | Santiago de Cali           | Colombia                    | Estadio Olímpico Pascual Guerrero       |
| 21 de noviembre de 2006                          | Santiago                   | Chile                       | Arena Santiago                          |
| 22 de noviembre de 2006                          | Santiago                   | Chile                       | Estadio Nacional                        |
| 24 de noviembre de 2006                          | Buenos Aires               | Argentina                   | Estadio Vélez Sársfield                 |
| 25 de noviembre de 2006                          | Buenos Aires               | Argentina                   | Estadio Vélez Sársfield                 |
| 28 de noviembre de 2006                          | Lima                       | Perú                        | Jockey Club del Perú                    |
| 30 de noviembre de 2006                          | Guayaquil                  | Ecuador                     | Estadio Modelo (Alberto Spencer)        |
| 2 de diciembre de 2006                           | Quito                      | Ecuador                     | Coliseo General Rumiñahui               |
| Norteamérica                                     |                            |                             |                                         |
| 6 de diciembre de 2006                           | Miami                      | Estados Unidos              | American Airlines Arena                 |
| 7 de diciembre de 2006                           | Miami                      | Estados Unidos              | American Airlines Arena                 |
| 9 de diciembre de 2006                           | Miami                      | Estados Unidos              | American Airlines Arena                 |
| Latinoamérica                                    |                            |                             |                                         |
| 13 de diciembre de 2006                          | San Juan                   | Puerto Rico (no es un país) | Coliseo José Miguel Agrelot             |
| 15 de diciembre de 2006                          | San Juan                   | Puerto Rico (no es un país) | Coliseo José Miguel Agrelot             |
| 19 de diciembre de 2006                          | Santo Domingo              | República Dominicana        | Estadio Olímpico Félix Sánchez          |
| Europa                                           |                            |                             |                                         |
| 25 de enero de 2007                              | Hamburgo                   | Alemania                    | Color Line Arena                        |
| 26 de enero de 2007                              | Berlín                     | Alemania                    | Max-Schmeling-Halle                     |
| 28 de enero de 2007                              | Hanóver                    | Alemania                    | TUI-Arena                               |
| 31 de enero de 2007                              | Amberes                    | Bélgica                     | Sportpaleis                             |
| 1 de febrero de 2007                             | Mannheim                   | Alemania                    | SAP Arena                               |
| 5 de febrero de 2007                             | Oberhausen                 | Alemania                    | König-Pilsener-Arena                    |
| 6 de febrero de 2007                             | Cologne                    | Alemania                    | Kölnarena                               |
| 16 de febrero de 2007                            | París                      | Francia                     | Bercy                                   |
| 17 de febrero de 2007                            | Múnich                     | Alemania                    | Olympiahalle                            |
| 19 de febrero de 2007                            | Múnich                     | Alemania                    | Olympiahalle                            |
| 21 de febrero de 2007                            | Zúrich                     | Suiza                       | Hallenstadion                           |
| 22 de febrero de 2007                            | Zúrich                     | Suiza                       | Hallenstadion                           |
| 25 de febrero de 2007                            | Stuttgart                  | Alemania                    | Schleyerhalle                           |
| 27 de febrero de 2007                            | Milán                      | Italia                      | Mediolanum Forum                        |
| 2 de marzo de 2007                               | Leipzig                    | Alemania                    | Arena Leipzig                           |
| 3 de marzo de 2007                               | Praga                      | República Checa             | Sazka Arena                             |
| 5 de marzo de 2007                               | Budapest                   | Hungría                     | Arena Deportiva de Budapest László Papp |
| 6 de marzo de 2007                               | Viena                      | Austria                     | Wiener Stadthalle                       |
| 9 de marzo de 2007                               | Aalborg                    | Dinamarca                   | Gigantium Arena                         |
| 11 de marzo de 2007                              | Oslo                       | Noruega                     | Oslo Spektrum                           |
| 12 de marzo de 2007                              | Estocolmo                  | Suecia                      | Globen Arena                            |
| 14 de marzo de 2007                              | Helsinki                   | Finlandia                   | Hartwall Arena                          |
| 17 de marzo de 2007                              | Arnhem                     | Países Bajos                | Gelredome                               |
| 18 de marzo de 2007                              | Londres                    | Reino Unido                 | Wembley Arena                           |
| 21 de marzo de 2007                              | Oberhausen                 | Alemania                    | König-Pilsener-Arena                    |
| Asia                                             |                            |                             |                                         |
| 23 de marzo de 2007                              | Dubái                      | Emiratos Árabes Unidos      | Autódromo de Dubái                      |
| 25 de marzo de 2007                              | Bombay                     | India                       | MMRDA grounds, Bandra Kurla Complex     |
| África                                           |                            |                             |                                         |
| 28 de marzo de 2007                              | El Cairo                   | Egipto                      | Pirámides de Guiza                      |
| Europa                                           |                            |                             |                                         |
| 30 de marzo de 2007                              | Granada                    | España                      | Plaza de Toros                          |
| 31 de marzo de 2007                              | Torrevieja                 | España                      | Parque Antonio Soria                    |
| 2 de abril de 2007                               | Santander                  | España                      | Palacio de los Deportes                 |
| 4 de abril de 2007                               | Lisboa                     | Portugal                    | Pabellón Atlántico                      |
| 8 de abril de 2007                               | Colonia                    | Alemania                    | Kölnarena                               |
| Latinoamérica                                    |                            |                             |                                         |
| 9 de mayo de 2007                                | Culiacán                   | México                      | Estadio General Ángel Flores            |
| 11 de mayo de 2007                               | Aguascalientes             | México                      | Estadio Victoria                        |
| 13 de mayo de 2007                               | Ciudad de México           | México                      | Foro Sol                                |
| 16 de mayo de 2007                               | Querétaro                  | México                      | Estadio Corregidora                     |
| 18 de mayo de 2007                               | Veracruz                   | México                      | Estadio Luis "Pirata" Fuente            |
| 20 de mayo de 2007                               | Puebla                     | México                      | UDLA                                    |
| 23 de mayo de 2007                               | Chihuahua                  | México                      | Estadio Universitario de Chihuahua      |
| 24 de mayo de 2007                               | Torreón                    | México                      | Estadio Revolución                      |
| 26 de mayo de 2007                               | Saint Louis Potosí         | México                      | Estadio Alfonso Lastras Ramírez         |
| 27 de mayo de 2007                               | Ciudad de México           | México                      | Zócalo                                  |
| 30 de mayo de 2007                               | Monterrey                  | México                      | Auditorio Coca-Cola                     |
| Asia                                             |                            |                             |                                         |
| 9 de julio de 2007                               | Estambul                   | Turquía                     | Kurucesme Arena                         |
| Africa                                           |                            |                             |                                         |
| 14 de julio de 2007                              | Lagos                      | Nigeria                     | This Day Musical Festival               |
| Asia                                             |                            |                             |                                         |
| 7 de diciembre de 2007                           | Tiflis                     | Georgia                     | This Day Musical Festival               |
| Conciertos posteriores (no hacen parte del Tour) |                            |                             |                                         |
| 4 de julio de 2008                               | Madrid                     | España                      | Rock in Rio                             |
| 20 de julio de 2008                              | Leticia                    | Colombia                    | Concierto por La paz                    |
| 31 de agosto de 2008                             | Hong Kong                  | Hong Kong                   | Hong Kong Coliseum                      |
| 31 de diciembre de 2008                          | Abu Dhabi                  | Emiratos Árabes Unidos      |                                         |

**Aparición especial de Gustavo Cerati, quien interpretó junto a Shakira el tema "Día especial".

### Live Earth
Shakira estuvo, junto con otros artistas, en el macro concierto Live Earth el día 7 de julio de 2007, que quiso concienciar al mundo sobre el cambio climático y sus consecuencias. Contó con varios conciertos repartidos por ciudades de todo el mundo durante un día entero. Shakira apareció en el AOL Arena de Hamburgo. No forma parte de su gira Fijación Oral. El repertorio de Shakira fue: Don´t bother, Día especial (con Gustavo Cerati), Inevitable y Hips don´t lie.

## Conciertos cancelados
| Fecha                  | Ciudad       | País           | Lugar                                   |
| ---------------------- | ------------ | -------------- | --------------------------------------- |
| 23 de agosto de 2006   | Denver       | Estados Unidos | Pepsi Center                            |
| 8 de noviembre de 2006 | Managua      | Nicaragua      | Estadio Nacional de Fútbol de Nicaragua |
| 11 de julio de 2007    | Beit ed-Dine | Líbano         | Palacio de Beiteddine                   |
| 6 de febrero de 2007   | Colonia      | Alemania       | Lanxess Arena                           |
| 3 de febrero de 2007   | Arnhem       | Países Bajos   | Gelredome                               |
| 5 de febrero de 2007   | Oberhausen   | Alemania       | König-Pilsener-Arena                    |